# Kruta Dolîna, Jovkva
Kruta Dolîna (în ucraineană Крута Долина) este un sat în comuna Krehiv din raionul Jovkva, regiunea Liov, Ucraina.

## Demografie
Componența lingvistică a localității Kruta Dolîna
     Ucraineană (100%)
Conform recensământului din 2001, toată populația localității Kruta Dolîna era vorbitoare de ucraineană (100%).